# Stasin (powiat siedlecki)
Stasin – wieś w Polsce położona w województwie mazowieckim, w powiecie siedleckim, w gminie Paprotnia. Ma status sołectwa.
W latach 1975–1998 miejscowość należała administracyjnie do województwa siedleckiego.
Wierni Kościoła rzymskokatolickiego należą do parafii Narodzenia Najświętszej Maryi Panny w Hołubli.